# سلا جودیکاریه
سلا جودیکاریه (به ایتالیایی: Sella Giudicarie) یک کومونه در استان ترنتینو در شمال ایتالیا است که در ناحیه ترنتینو آلتو آدیجه واقع شده‌است. در ۱ ژانویه ۲۰۱۶ پس از ادغام کمون‌های بوندو، برگوتزو، لاردارو و رونکونه ایجاد شد.
سلا جودیکاریه ۸۵٫۷۶ کیلومتر مربع مساحت و ۲٬۹۵۶ نفر جمعیت دارد و ۸۴۲ متر بالاتر از سطح دریا واقع شده‌است.